# Liste der Pfarren im Dekanat Prutz
Das Dekanat Prutz ist ein Dekanat der römisch-katholischen Diözese Innsbruck.
Es umfasst 14 Pfarren, eine Expositur und eine Kaplanei.

## Pfarren mit Kirchengebäuden
| Pfarre             | Seelsorgeraum                                             | Patrozinium                            | Kirchengebäude                                                                                  | Bild |
| Feichten           |                                                           | Allerheiligste Dreifaltigkeit          | Pfarrkirche Feichten                                                                            |      |
| Fendels            | Prutz-Kaunertal (Prutz – Ried – Fendels – Kauns)          | Mariä Himmelfahrt                      | Pfarrkirche Fendels                                                                             |      |
| Fiss               | Sonnenplateau (Serfaus – Fiss – Ladis)                    | Hll. Johannes der Täufer und Sebastian | Pfarrkirche Fiss                                                                                |      |
| Fließ              | Fließ (Fließ – Hochgallmigg)                              | Mariä Himmelfahrt                      | Alte Pfarrkirche Mariä Himmelfahrt Neue Pfarrkirche hl. Barbara Filialkirche Urgen hl. Wolfgang |      |
| Hochgallmigg       | Fließ (Fließ – Hochgallmigg)                              | Mariä Opferung                         | Pfarrkirche Hochgallmigg                                                                        |      |
| Kaltenbrunn        |                                                           | Mariä Himmelfahrt                      | Wallfahrtskirche Kaltenbrunn                                                                    |      |
| Kauns              | Prutz-Kaunertal (Prutz – Ried – Fendels – Kauns)          | Hl. Jakobus der Ältere                 | Pfarrkirche Kauns                                                                               |      |
| Ladis              | Sonnenplateau (Serfaus – Fiss – Ladis)                    | Hl. Martin                             | Pfarrkirche Ladis                                                                               |      |
| Nauders            | Dreiländereck (Nauders – Spiss/Gstalda – Pfunds – Tösens) | Hl. Valentin                           | Pfarrkirche Nauders                                                                             |      |
| Pfunds             | Dreiländereck (Nauders – Spiss/Gstalda – Pfunds – Tösens) | Hll. Peter und Paul                    | Pfarrkirche Pfunds                                                                              |      |
| Prutz              | Prutz-Kaunertal (Prutz – Ried – Fendels – Kauns)          | Mariä Himmelfahrt                      | Pfarrkirche Prutz                                                                               |      |
| Ried im Oberinntal | Prutz-Kaunertal (Prutz – Ried – Fendels – Kauns)          | Hl. Leonhard                           | Pfarrkirche Ried im Oberinntal                                                                  |      |
| Serfaus            | Sonnenplateau (Serfaus – Fiss – Ladis)                    | Mariä Himmelfahrt                      | Pfarrkirche Serfaus                                                                             |      |
| Tösens             | Dreiländereck (Nauders – Spiss/Gstalda – Pfunds – Tösens) | Hl. Laurentius                         | Pfarrkirche Tösens                                                                              |      |

## Expositur mit Kirchengebäuden
| Expositur     | Seelsorgeraum                                             | Patrozinium             | Kirchengebäude                        | Bild |
| Spiss/Gstalda | Dreiländereck (Nauders – Spiss/Gstalda – Pfunds – Tösens) | Hl. Johannes der Täufer | Expositurkirche Spiss Kapelle Gstalda |      |

## Kaplanei mit Kirchengebäude
| Kaplanei | Seelsorgeraum | Patrozinium  | Kirchengebäude        | Bild |
| Piller   |               | Maria Schnee | Kaplaneikirche Piller |      |